# Rolf Berntzen
Rolf Berntzen, född 1918 i Bergen, död 2005, var en norsk skådespelare.

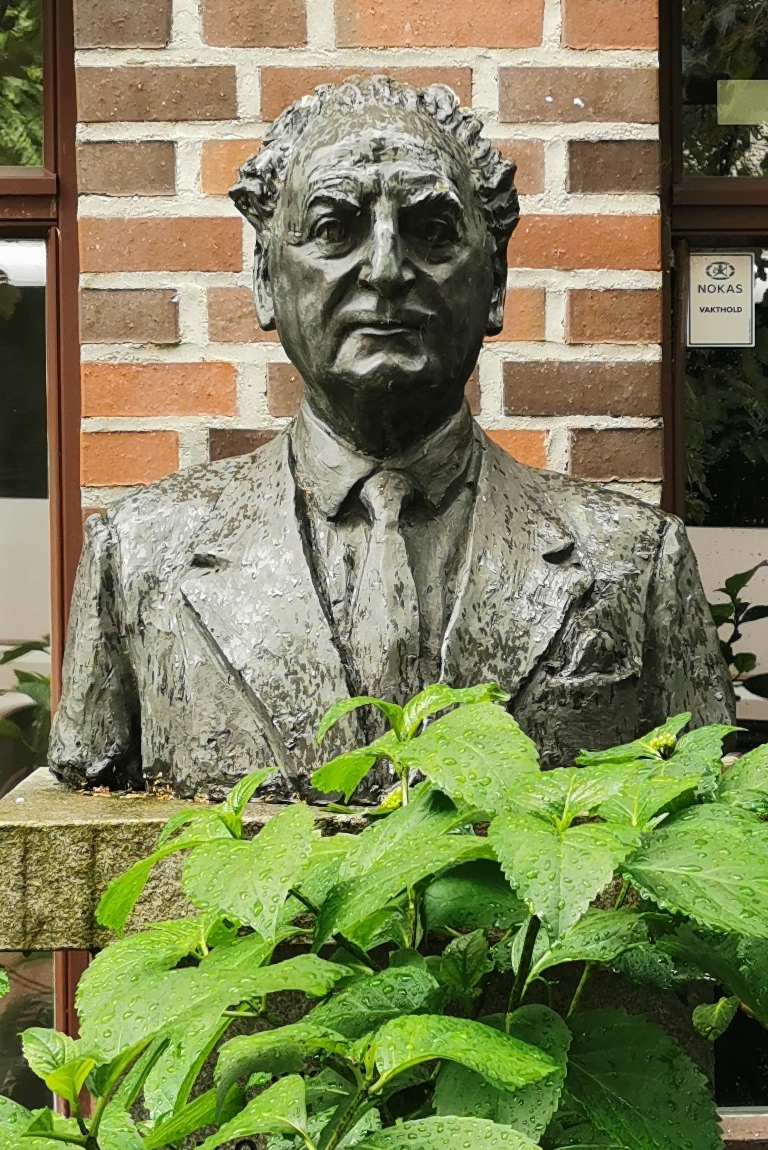
Rolf Berntzen Statue at Radisson Blu Hotel Bergen

Berntzen var anställd vid Den Nationale Scene i Bergen från debuten 1941 till 1985. Han uppträdde också på Nationaltheatret 1963–1964 och i Fjernsynsteatret. Han spelade en mängd Holberg-roller samt titelrollen i Hans Wiers-Jenssens Jan Herwitz, Celius i Nils Kjærs Det lykkelige valg, Holger i Bjørnstjerne Bjørnsons Over ævne II, Hjalmar Ekdal och grosserer Werle i Henrik Ibsens Vildanden, Jean i August Strindbergs Fröken Julie, Walter i Arthur Millers The Price och godsägaren i Anton Tjechovs Körsbärsträdgården. 1986 gästade han Trøndelag teater som den gamle läkaren Serebrjakov i Tjechovs Onkel Vanja. Han hade också filmbiroller i Marenco (1964) och Hud (1986).

## Filmografi (urval)
- 1951 – Ukjent mann
- 1970 – Song of Norway